# ماركو كانولا
ماركو كانولا (بالإيطالية: Marco Canola)‏ مواليد 26 ديسمبر 1988 في فيتشنزا، هو دراج إيطالي في صنف سباق الدراجات على الطريق.

## سجل النتائج

### سباقات أو مراحل فاز بها
| التاريخ        | السباق                            | المركز                                         |
| -------------- | --------------------------------- | ---------------------------------------------- |
| 18 مارس 2014   | تيرينو ادرياتيكو 2014             | الأول في تصنيف الجبال                          |
| 10 مارس 2016   | طواف تايوان 2016                  |                                                |
| 26 فبراير 2017 | طواف أبو ظبي 2017                 | العاشر في تصنيف النقاط                         |
| 18 مارس 2017   | ميلان-سان ريمو 2017               | المرتبة 20 في التصنيف العام                    |
| 01 أبريل 2017  | فولتا ليمبورغ الكلاسيكي 2017      | الفائز في التصنيف العام                        |
| 23 أبريل 2017  | طواف كرواتيا 2017                 | السابع في تصنيف النقاط                         |
| 07 مايو 2017   | غران بريمو دي لوغانو 2017         | السادس في التصنيف العام                        |
| 08 يونيو 2017  | غروسر برايس ديس كانتونس أرجو 2017 | السابع في التصنيف العام                        |
| 16 يوليو 2017  | 2017 Trofeo Matteotti             |                                                |
| 06 أغسطس 2017  | طواف يوتا 2017                    | الثاني في تصنيف النقاط                         |
| 13 أغسطس 2017  | كولورادو كلاسيك 2017              | الرابع في تصنيف الجبال، الثامن في تصنيف النقاط |
| 13 سبتمبر 2017 | 2017 Coppa Ugo Agostoni           |                                                |
| 22 أكتوبر 2017 | كأس اليابان للدراجات 2017         | الفائز في التصنيف العام                        |

## روابط خارجية
- ماركو كانولا على موقع الاتحاد الدولي للدراجات (الإنجليزية)
- ماركو كانولا على موقع أرشيف الدراجات (الإنجليزية)
- ماركو كانولا على موقع إحصائيات الدراجات الإحترافية (الإنجليزية)
- ماركو كانولا على موقع نسبة الدراجات (الإنجليزية)
- ماركو كانولا على موقع CycleBase (الإنجليزية)